# Мэотический ярус
| система                                                                          | отдел      | ярус          | Ниж. граница, млн лет |
| -------------------------------------------------------------------------------- | ---------- | ------------- | --------------------- |
| Антропоген                                                                       | Плейстоцен | Гелазский     | 2,58                  |
| Неоген                                                                           | Плиоцен    | Пьяченцский   | 3,600                 |
| Неоген                                                                           | Плиоцен    | Занклский     | 5,333                 |
| Неоген                                                                           | Миоцен     | Мессинский    | 7,246                 |
| Неоген                                                                           | Миоцен     | Тортонский    | 11,63                 |
| Неоген                                                                           | Миоцен     | Серравальский | 13,82                 |
| Неоген                                                                           | Миоцен     | Лангский      | 15,98                 |
| Неоген                                                                           | Миоцен     | Бурдигальский | 20,45                 |
| Неоген                                                                           | Миоцен     | Аквитанский   | 23,04                 |
| Палеоген                                                                         | Олигоцен   | Хаттский      | больше                |
| Деление и золотые гвозди в соответствии с IUGS по состоянию на декабрь 2024 года |            |               |                       |

Мэотический ярус (мэотис) — региональный геологический ярус в шкале Восточного Паратетиса, девятый ярус неогеновой системы. Расположен над сарматским ярусом и под понтическим ярусом. Типовой разрез расположен на западном берегу Керченского пролива. Соответствует верхней части тортонского яруса миоцена в Международной стратиграфической шкале.
Мощность мэотиса доходит до 500-700 м.

## Описание
Название происходит от названия озера Мэотис — древнегреческого названия Азовского моря.
Верхний ярус миоцена Румынии, Кавказа и побережья Чёрного и Каспийского морей.
Некоторые стратиграфы относят его к нижнему плиоцену.
Подразделяется на три горизонта.
1. нижний — характеризуется фауной морских моллюсков из родов Dosinia, Venerupis, Муа, Lucina, Modiolus и других
2. средний — характеризуется солоноватоводными моллюсками Congeria, Theodoxus, Hydrobia и другими.
3. верхний — солоноватоводными моллюсками и другими, указывающими на заметно пониженную солёность водоёма.

Среди осадков мэотического яруса, представленных песчано-глинистыми и известняковыми породами, а также конгломератами.
В строительстве используется керченский пильный камень — разновидность известняка-ракушечника.